# Lynkeus
Lynkeus - (latinsky Lynceus) bylo v řecké mytologii
jméno dvou postav.

## Lynkeus - Argonaut
byl synem messenského krále Afarea a jeho manželky a nevlastní sestry Arény.
Měl tak ostrý zrak, že viděl i skrze dřevo nebo do nitra země. Jeho bratr, Idás byl ohromný silák. Mnohá dobrodružství prožívali společně se svými bratranci Kastorem a Polydeukem, kteří byli známí jako Dioskúrové. Mezi oběma dvojicemi bratranců to vždycky jiskřilo. První velká roztržka přišla, když Dioskúrové unesli dcery messénského místokrále Leukippa a měli s nimi děti. Leukippovny Foibé a Hilareia byly totiž dávno zasnoubeny Idovi a Lynkeovi.
Všichni se zúčastnili lovu na kalydónského kance i výpravy Argonautů do Kolchidy pro zlaté rouno. Poslední společnou akcí Lynkea, Ida, Kastora a Polydeuka byla krádež stáda dobytka v Arkádii. Mladíků se krádež v Arkádii podařila a ukradli stádo býků, nepohodli se však při dělení kořisti, protože Idás se dopustil podvodu. Dioskúrové se vrátili a vzali si celé stádo, načež se ukryli do dutého stromu, odkud chtěli přepadnout Lynkea a Idea. Lynkeus ovšem díky svému zraku pohlédl jejich úkryt a Idás mrštil oštěpem do dutého stromu. Oštěp probodl Kastora, rozlícený Polydeukés vyrazil ze svého úkrytu pomstít smrt bratra. Zabil Lynkea svým kopím, ale byl zasažen kamenem, jenž po něm vrhnul Idás. Dílo zkázy dokonal Diův blesk, který spálil Ida na popel.

## Lynkeus - syn Aigyptův
byl jedním z padesáti synů krále Aigypta. Oženil se s nejmladší Danaovou dcerou Hyperméstrou. Jediný unikl smrti, když všechny ostatní z padesáti dcer o svatební noci své manžele zavraždily. Oženil se s ní a stal se také nástupcem na argejském trůnu po králi Danaovi.